# أسامة عاشور
أسامة عاشور (مواليد 7 يناير 1990) هو لاعب كرة قدم سعودي .

## مسيرة اللاعب
كانت بداياته مع نادي النصر و لعب بعدها لأندية الفتح وأحد والرياض و عاد إلى نادي أحد في عام 2016 و انتقل إلى نادي أبها عام 2019 و عاد إلى نادي أحد مطلع عام 2020 و انتقل إلى نادي الكوكب في صيف 2021 و لعب بعدها مع نادي الذهب ونادي بيشة.

## روابط خارجية
- أسامة عاشور على موقع قاعدة بيانات كرة القدم.إي يو (الإنجليزية)
- أسامة عاشور على موقع Soccerway.com (الإنجليزية)
- أسامة عاشور على موقع كووورة